# Горожанка (гміна)
Гміна Горожанка — сільська гміна у Підгаєцькому повіті Тернопільського воєводства Другої Речі Посполитої. Адміністративним центром гміни було село Горожанка.
Гміна утворена 1 серпня 1934 року в рамках нового закону про самоврядування (23 березня 1933 року).
Площа гміни — 74,04 км²
Кількість житлових будинків — 1609
Кількість мешканців — 7895
Гміну створено на основі давніших сільських гмін: Дрищів (з 1947 року Підлісне), Гнильче, Горожанка, Пановичі.